# Gary Driscoll
Gary Driscoll (18. dubna 1946 – 8. června 1987, Ithaca, New York) byl americký rhythm and bluesový a rockový bubeník, který hrál ve velkém množství úspěšných kapel od šedesátých let 20. století až do své násilné smrti v červnu 1987.
Nejprve vstoupil na hudební scénu, když on se připojil ke skupině v čele s Ronnie Jamesem Diem The Electric Elves v roce 1967. skupina se později přejmenovala na The Elves, a poté na nejznámější název Elf v roce 1969. V roce 1975 (když se rozpadly Elf) začal vystupovat se skupinou Rainbow.
Jeho tělo bylo objeveno v jeho domě v Ithace v červnu 1987 ve věku 41 let. Stále se neví kdo ho zabil, i když se říká, že byl pod vlivem drog.
Externí odkazy
- Gary Driscoll na discogs.com
- Gary Driscoll v Encyclopaedia Metallum